# Camptocladius halocrypta
Camptocladius halocrypta är en tvåvingeart som först beskrevs av Jean-Jacques Kieffer 1924.  Camptocladius halocrypta ingår i släktet Camptocladius och familjen fjädermyggor.
Artens utbredningsområde är Tyskland. Inga underarter finns listade i Catalogue of Life.